# Semenivka (oblast de Poltava)
Pour les articles homonymes, voir Semenivka.
Semenivka (ukrainien : Семéнівка, russe : Семёновка) est une commune urbaine de l'oblast de Poltava, en Ukraine. Elle compte 5 898 habitants en 2021.